# Dans des régions chaudes
Dans des régions chaudes (en russe : В тёплых краях) est un tableau du peintre russe, d'origine ukrainienne, membre de l'association des Ambulants, Nikolaï Iarochenko, réalisé en 1890 à Kislovodsk. Le tableau se trouve dans la collection du Musée russe à Saint-Pétersbourg, où il est exposé en permanence. Il a fait l'objet d'un don au musée par l'épouse de l'artiste, peu après le décès de son mari en 1898.
Le personnage représenté sur le tableau est Anna Tchertkova, écrivaine pour enfants, publiciste, épouse de l'éditeur et personnalité publique Vladimir Tchertkov, l'ami proche de Léon Tolstoï. À l'époque de la création de la toile, le peintre était atteint d'une tuberculose aiguë. Dans une lettre à Anna Tchertkova, il lui écrira plus tard : 

« Pendant un mois et demi je n'ai plus pu bouger et je n'étais plus bon à rien sinon à m'allonger ou m'asseoir dans un fauteuil entre des oreillers, comme vous-même sur le tableau que j'ai peint de vous. »

Anna Tchertkova, quant à elle, a subi un choc grave un an avant la réalisation du tableau. Sa fille bien-aimée est morte, en bas âge, après deux jours de maladie. Pendant de nombreuses années, elle a été dépressive et souvent maladive. Les photographies de l'époque du séjour des époux Tchertkov chez le peintre ont été conservées, de même que les croquis des peintres Iarochenko et Mikhaïl Nesterov et de Vladimir Tchertkov lui-même qui sont relatifs à la réalisation du tableau Dans des régions chaudes. 
Les contemporains ont immédiatement apprécié Dans des régions chaudes. La toile a attiré l'attention des chercheurs sur l'œuvre de Iarochenko, des historiens d'art, à la fois pendant la période soviétique et durant la période qui a suivi en Russie. 

## Représentation sur la toile
Le tableau représente une partie de la véranda de la villa de l'artiste à Kislovodsk. Dans le fond de la toile apparaît le mont Sosnovka et une de ses falaises. Le publiciste et critique d'art Mikhaïl Nevedomski (ru) décrit ainsi l'héroïne du tableau : « Une femme de l'intelligentsia atteinte de tuberculose passe son dernier printemps au milieu des fleurs et d'une abondante verdure ». Dans un autre article, il parle à propos du tableau : « Une jeune femme atteinte de tuberculose venant mourir au bord de la mer, sous le soleil parmi les roses et les platanes »,. L'historienne Alla Verechtchaguina développe cette idée en voyant sur ce tableau « une femme pâle, triste, malade… parmi les beautés florissantes de la nature méridionale ». Le fondateur et premier directeur du musée-domaine Nikolaï Iarochenko, Vladimir Seklioutski, a suggéré qu'Anna Tchertkova était plongée dans ses souvenirs. Elle est à moitié couchée sur son oreiller avec un plaid jeté sur ses genoux. Son regard est rêveur, mais exprime le désir de vivre. Boris Rozenfeld écrit à son propos : « deux yeux noirs expressifs », « et des lèvres qui prononcent le mot vie ». Ensoleillé, rempli de verdure, de fleurs, et de l'air pur de la montagne, ce paysage crée, selon Seklioutski, une atmosphère optimiste et inspire au spectateur l'espoir de la guérison de l'héroïne de la toile. Seklioutski regrette que les critiques d'art aient sous-estimé ce tableau. Il fait remarquer, au-delà des qualités picturales, l'empathie sincère de l'artiste pour son personnage, le désir ardent de lui venir en aide.

## Histoire de la création du tableau
Vers le milieu des années 1880, l'avancement rapide de la carrière de Nikolaï Iarochenko dans la fonction publique s'est arrêtée. Pendant de nombreuses années il a été colonel par ancienneté de grade, faisait partie des artilleurs à pied de la garde, était chef d'atelier de l'usine de munition de Saint-Pétersbourg fondée en 1869. Puis il a connu des problèmes de santé avec une aggravation de sa tuberculose,, et a du prendre de nombreux mois de congés (parfois sans conserver ses droits au salaire) . L'épouse du peintre affirme dans sa biographie, que son supérieur lui avait conseillé de présenter une demande de démission pour cause de maladie, ce qui lui aurait assuré une pension complète. Mais Iarochenko a rejeté cette proposition, affirmant qu'il qu'il quittait l'armée de son plein gré, par désir de se consacrer librement à la peinture. Le peintre participe activement aux activités des Ambulants, au sein desquels il est régulièrement réélu au conseil d'administration de la société, s'occupant également des petites tâches quotidiennes : préparation des emballages pour les transports de tableaux, tenue de la caisse. Sa collaboratrice Frida Roguinskaïa à l'Institut de théorie et d'histoire des beaux-arts écrit qu' « il portait pratiquement le poids de la gestion de la société des Ambulants ». Dans la seconde moitié des années 1880, l'art figuratif en Russie perd progressivement son emphase et tente de transmettre les impressions, les émotions de la réalité. Cela a remis en avant les problèmes de la compétence professionnelle des artistes et l'exigence d'une sélection plus stricte des critères d'évaluations. À cet égard il existait au sein de la société des Ambulants de vives controverses entre les membres plus anciens et ceux de la jeune génération. Iarochenko s'est efforcé de maintenir non seulement l'unité au sein de la société des artistes, mais également sa pérennité.

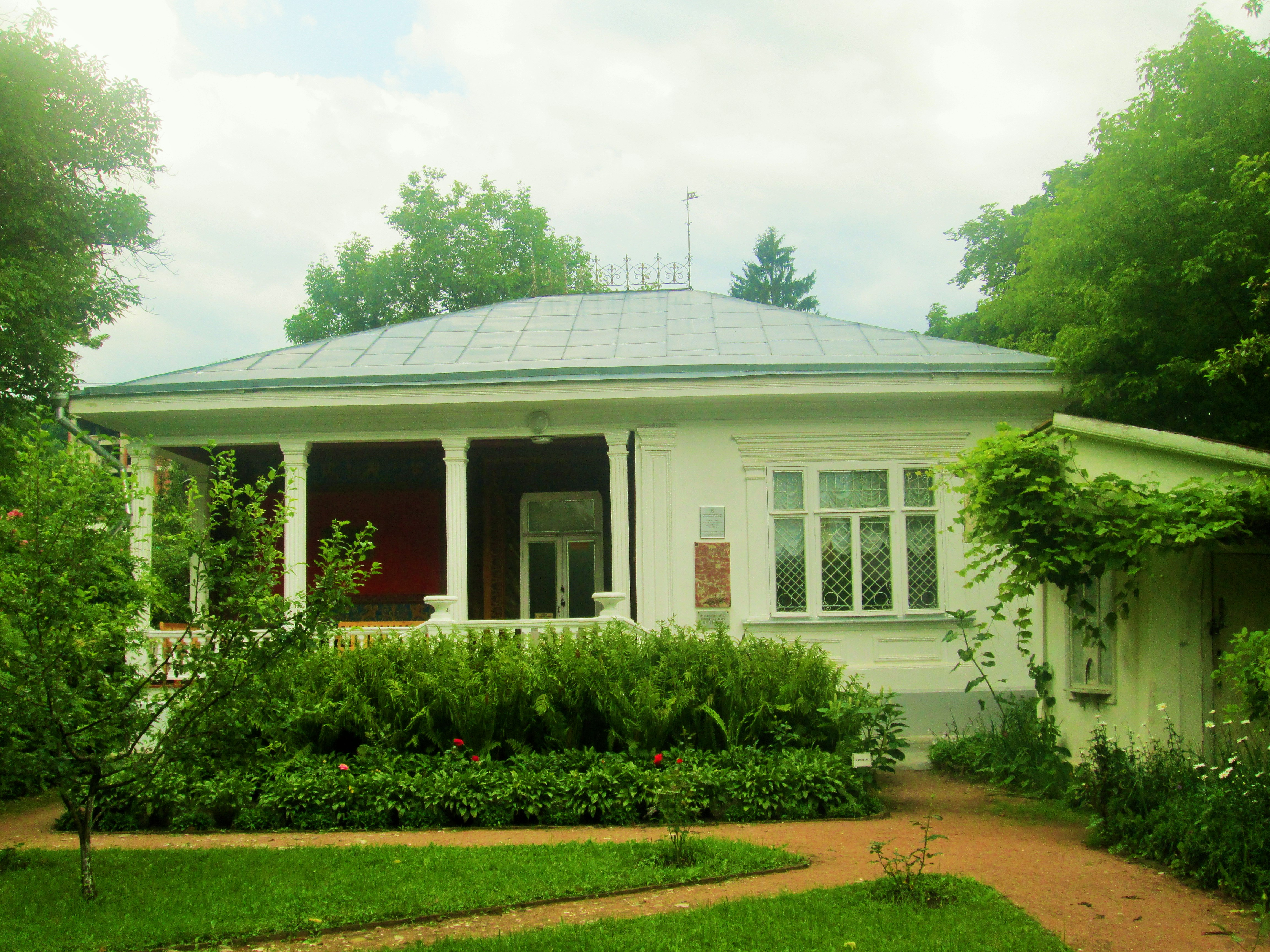
La villa blanche de Iarochenko à Kislovodsk, photographie actuelle

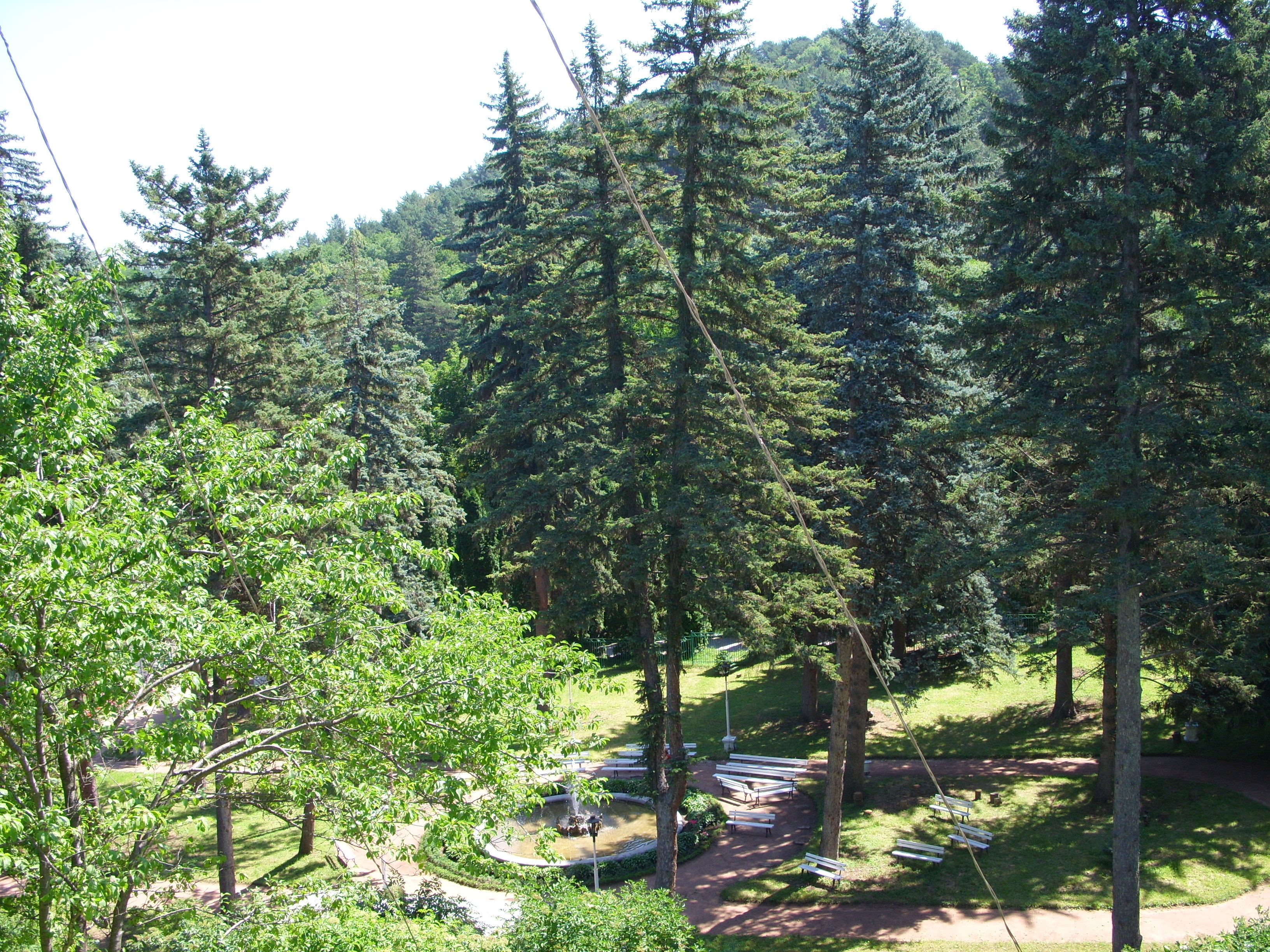
Vue du mont Sosnovka depuis la terrasse de la Villa blanche, photographie actuelle

### Anna et Vladimir Tchertkov à laVilla blanchede Iarochenko
Le tableau Dans des régions chaudes de Nikolaï Iarochenko a été peint dans la Villa blanche à Kislovodsk, dans laquelle se trouve aujourd'hui le musée-domaine N. Iarochenko. Iarochenko s'est rendu pour la première fois à Kislovodsk en 1875. En 1885, l'épouse de Iarochenko, Maria Pavlovna Nevrotina (1854-1915 env.), visite la ville également. Ils s'étaient mariés en 1874. Elle était diplômée du Cours Bestoujev. Finalement, Iarochenko n'a déménagé de Saint-Pétersbourg qu'en 1892, après avoir pris sa retraite de la fonction publique, et en raison d'une forte détérioration de sa santé. La maison où l'artiste a vécu et où il s'est installé à Kislovodsk se trouvait sur une colline, et donnait d'un côté sur la place de la cathédrale et de l'autre sur un verger. L'artiste a peint la terrasse lui-même dans le style pompéien. C'est là que la famille déjeunait habituellement, buvait le thé et passait ses temps libres en été. Cette terrasse offre une belle vue sur le mont Sosnovka. C'est là que le tableau Dans des régions chaudes a été réalisé. Dans leur villa, les Iarochenko organisaient des soirées et des chanteurs et musiciens s'y produisaient. C'est là qu'a eu lieu le mariage de la fille Olga du peintre Mikhaïl Nesterov. L'atelier de Iarochenko était aménagé dans une petite pièce de la maison, dotée d'une large fenêtre.
L'été 1890, à la Villa blanche sont accueillis l'éditeur, opposant, activiste, disciple et ami de Léon Tolstoï, Vladimir Tchertkov et son épouse Anna Tchertkova, qui est devenue en 1883 la figure emblématique du tableau de Nikolaï Iaronchenko L'Étudiante. Le peintre a utilisé le séjour des Tchertkov à bon escient. Le petit garçon Tchertkov (que l'on appelait Dima en famille) a servi de modèle pour le tableau Enfant endormi (1890, conservé au musée des beaux-arts de Poltava, qui a été détruit pendant la Seconde Guerre mondiale). Quant à Anna, elle pose pour Dans des régions chaudes. Un an auparavant, la fille des Tchertkov prénommée Olga était morte en bas âge (1887 - 17 juillet 1889). Lucy, comme on l'appelait en famille (plutôt que Olga), était vivante et affectueuse, la préférée de toute la famille et des nombreux membres du personnel de la maison. Elle est morte en deux jours d'une crise de dysenterie. Sa mort a été une dure épreuve pour sa mère. Anna Tchertkova, pendant de nombreuses années après cette épreuve, a perdu sa vitalité et est souvent tombée malade. Pour aider au rétablissement de sa santé, la famille est partie vers le midi. Le peintre Mikhaïl Nesterov vivait lui-même également à Kislovodsk à cette époque et écrit que Iarochenko allouait pour la résidence des Tchertkov toute une aile, plus grande que la Villa blanche elle-même. Nesterov mentionne qu'Anna Tchertkova a posé pour un tableau qu'il désigne sous l'appellation La Malade et non Dans des régions chaudes. Le critique Boris Rozefeld, dans son ouvrage sur la Villa blanche, signale également que le tableau était intitulé La Malade à l'origine puis a été connu comme Dans des régions chaudes.
Dans la collection du musée-domaine N. Iarochenko se trouve une photo de Vladimir et Anna Tchertkov à la Villa blanche en 1890. On y trouve aussi des dessins réalisés la même année avec Anna Tchertkova comme sujet : А. К. Tchertkova au balcon (papier, crayon graphique italien, 17,5 × 13,3 cm ; sous le dessin est indiqué de la main du fils de Vladimir la mention : croquis de Iarochenko avec ma mère) et Dessin humoristique des Tchertkov (papier, carton, crayon, 20 × 23 cm).

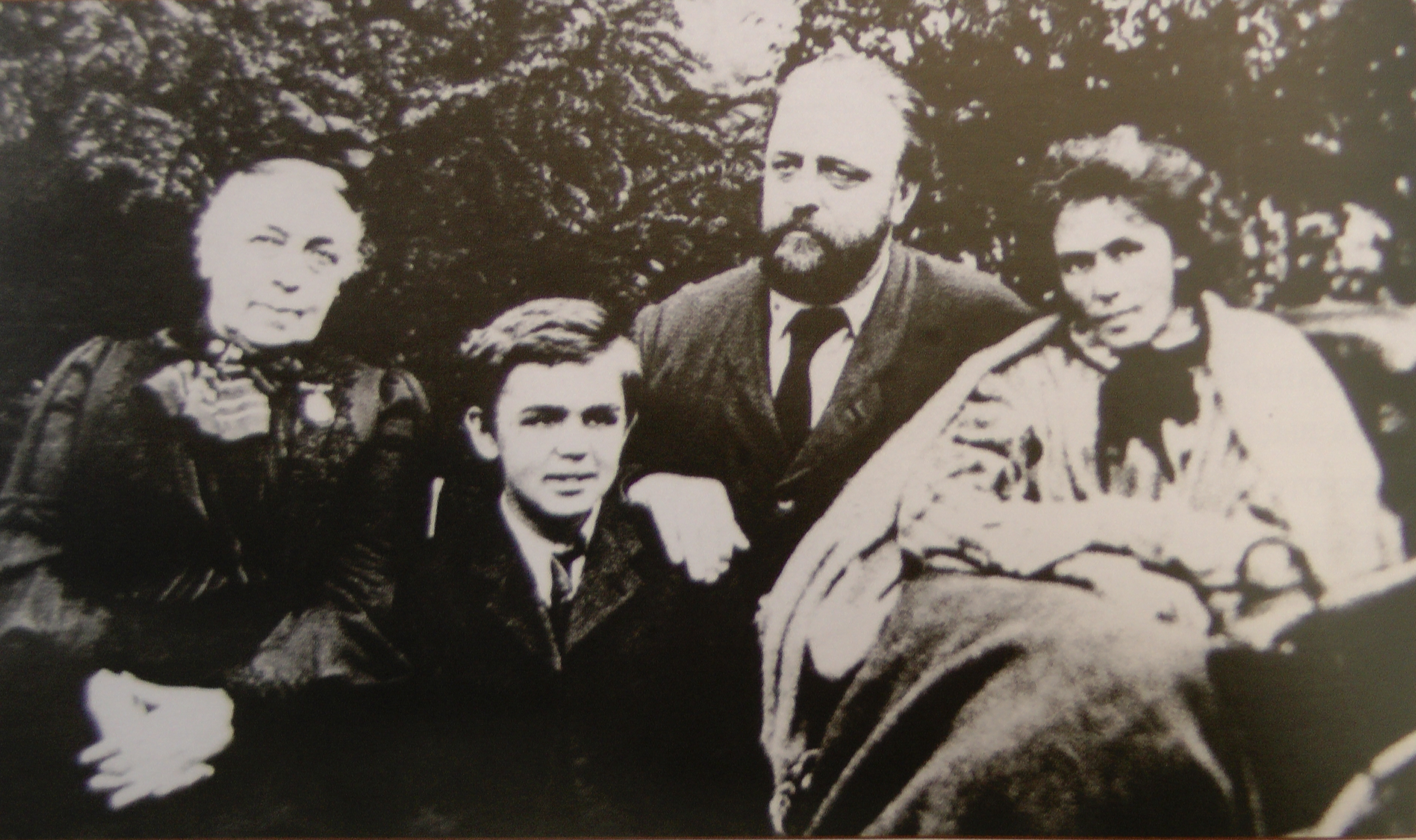
Les époux Tchertkov (à droite) à la Villa blanche chez Iarochenko en 1890
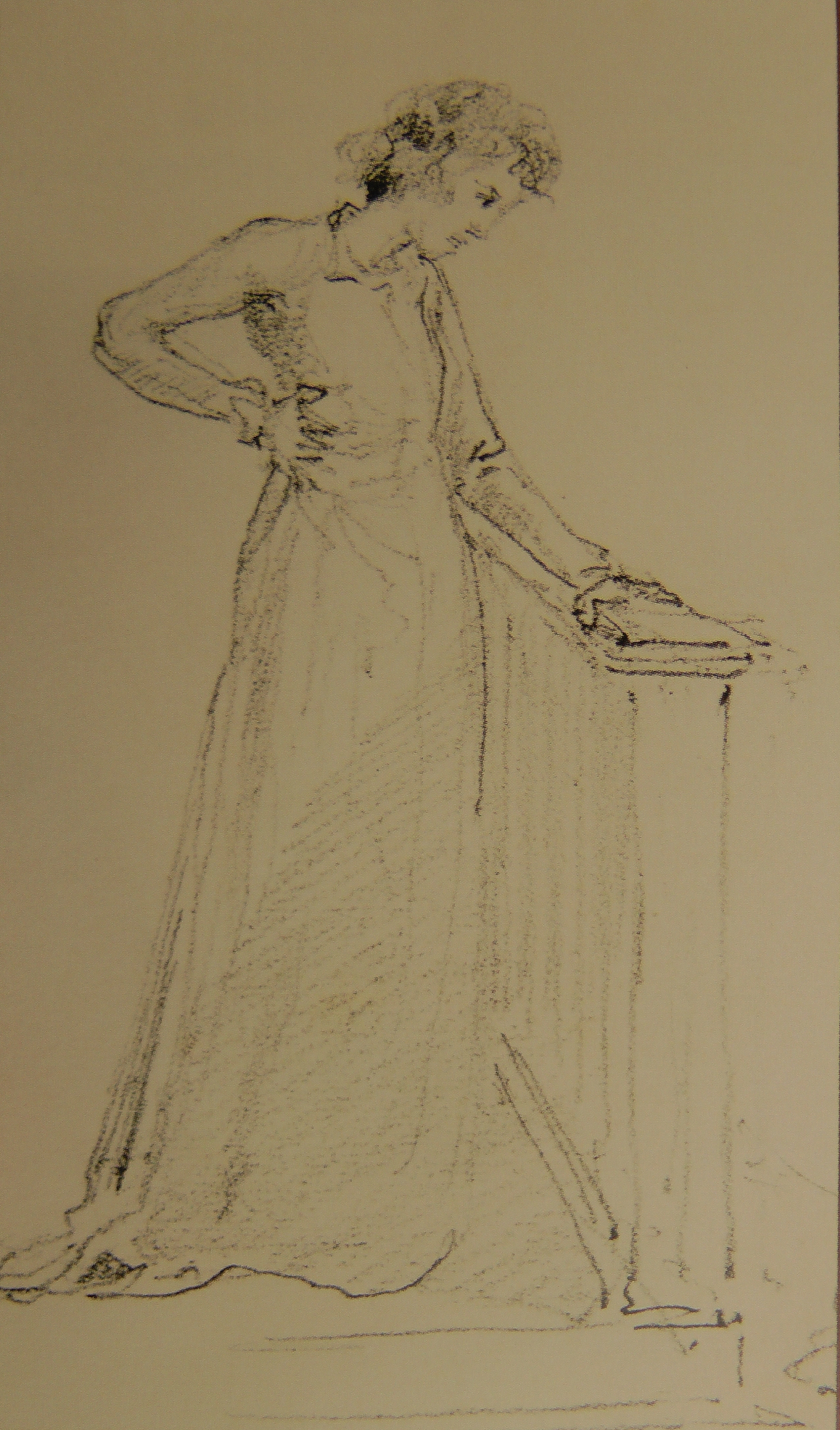
Nikolaï Iarochenko, Anna Tchertkova au balcon, 1890
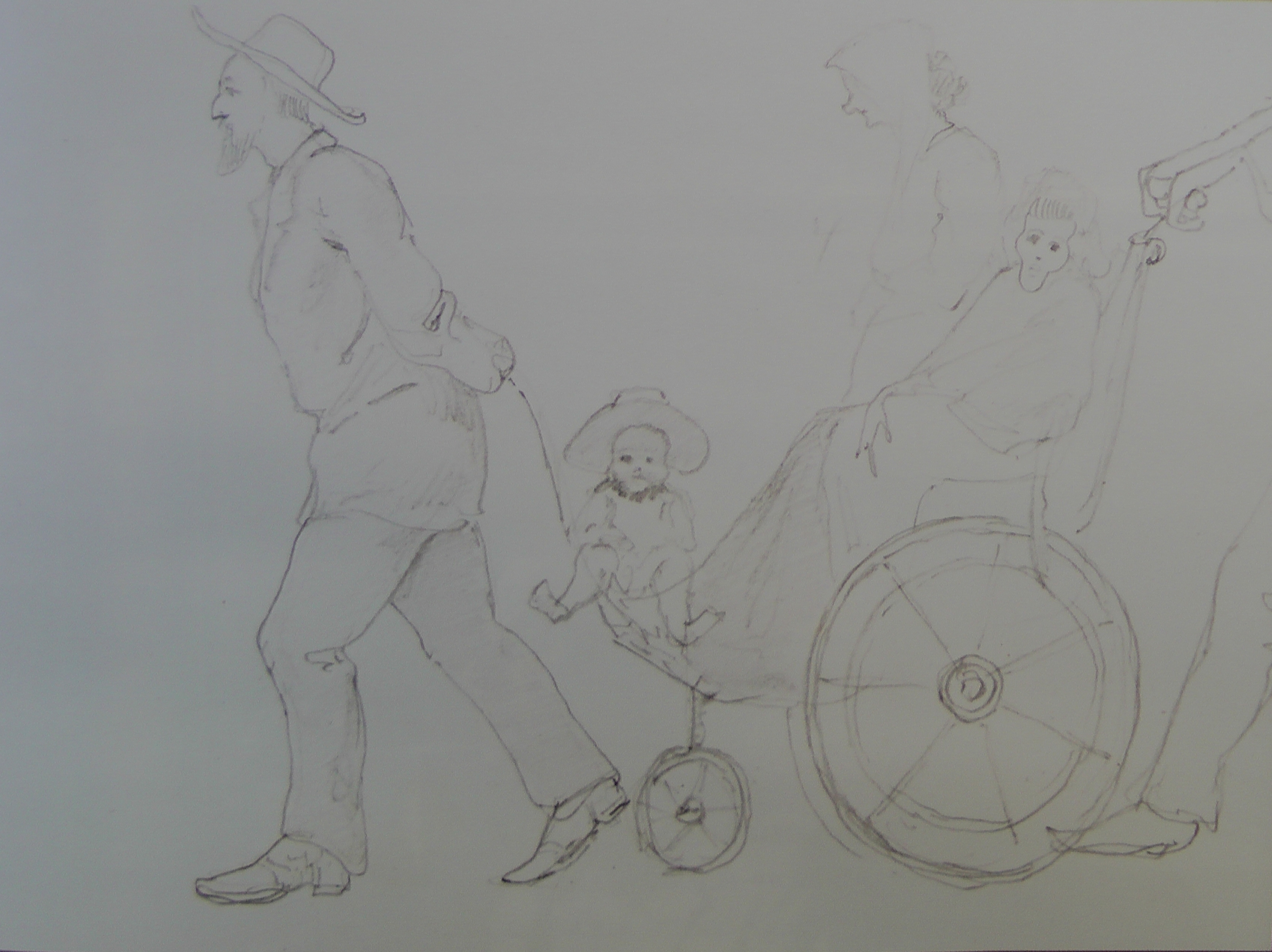
N. Iarochenko. Dessin humoristique des Tchertkov, 1890

### L'avis des contemporains sur le tableau

Nikolaï Iarochenko. Il a eu son temps ou Prêt au départ, 1890

Dans le répertoire de la 19e exposition des Ambulants quatre tableaux de Iarochenko sont repris : Portrait de Nikolaï Gay (n° 78, huile, toile, 92,5 × 73,5 cm, actuellement conservée au Musée russe), Dans des régions chaudes (n° 79 du catalogue), Enfant endormi (n° 80), Il a eu son temps (Provodil) (n° 81, huile, toile, 125 × 150 cm, dans la collection du musée de l'oblast d'Omsk M. Vroubel). 
Le tableau Dans des régions chaudes est le portrait d'une femme malade, s'appuyant sur des coussins, emmitouflée dans une couverture, vivant tristement dans son fauteuil sur la terrasse d'une villa de Kislovodsk et l'un des critiques de l'époque du tableau a écrit en plaisantant que le héros du second tableau (sur lequel est représenté un vieillard solitaire sur un quai de gare déserte ; sous le toit de la gare restent en suspens d'épais nuages de vapeur, au moment où le train se met en route ; le bagagiste nettoie les saletés sur les pierres du sol ; au fond de la scène, un policier, les mains derrière le dos) se préparait à partir vers un pays chaud, précisément le même que celui où vit la femme malade de tuberculose que l'on voit sur le balcon à Kislovodsk, dans un fauteuil.
Les contemporains, qui connaissaient Anna Tchertkova, ne la reconnaissaient pas sur ce tableau L'Étudiante. Par contre, le tableau Dans des régions chaudes est perçu comme un portrait traditionnel (bien que, selon l'historien de la culture Vladimir Poroudominski, auteur d'une biographie de l'artiste à l'époque soviétique, le tableau a une portée plus étendue). Ilia Répine écrivait à Tchertkov : « Ici, à l'exposition, le tableau de Iarochenko sur Anna Tchertkova en convalescence m'a beaucoup plu. Il est expressif et écrit avec subtilité. C'est une très belle chose »,. Léon Tolstoï, voyant la toile Dans des régions chaudes lors d'une exposition posthume consacrée à Iarochenko, lui a donné comme nom : Galia à Kislovodsk (Anna Tchertkova était appelée Galia par ses proches). Les visiteurs de l'exposition des Ambulants s'apitoyaient sur la belle dame qui semblait condamnée à quitter le monde terrestre. Poroudominski note, quant à lui, que dans ce tableau la souffrance manque de contenu interne, de fer et de phosphore, et qu'elle ne provoque pas de compassion, mais de la pitié. Selon ce critique, c'est la raison pour laquelle les reproductions de cette toile ont été présentées dans les revues d'avant la révolution destinées à la population.
L'historien d'art Boris Rozenfeld écrit, dans son ouvrage sur le musée-domaine de Iarochenko, que les critiques ont reconnu ce tableau et l'ont fortement apprécié. Dans les régions chaudes est d'ailleurs considérée comme l'une des meilleures œuvres réalisée à Kislovodsk.

## TableauDans des régions chaudesdans les collections du Musée russe

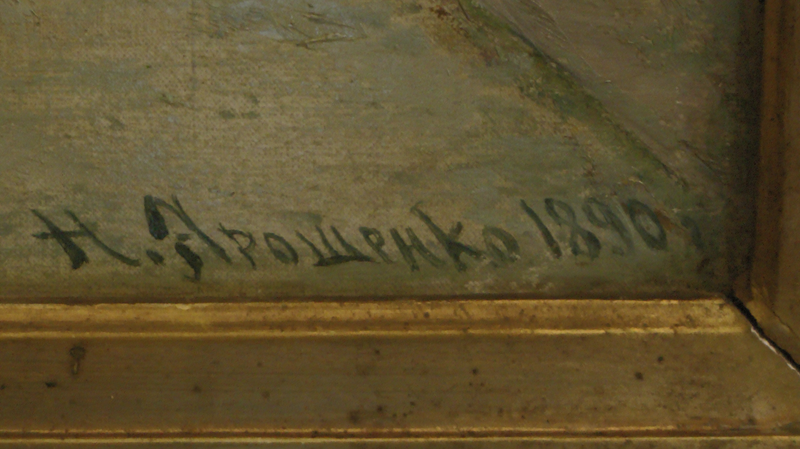
Signature de Nikolaï Iarochenko sous son tableau Dans des régions chaudes

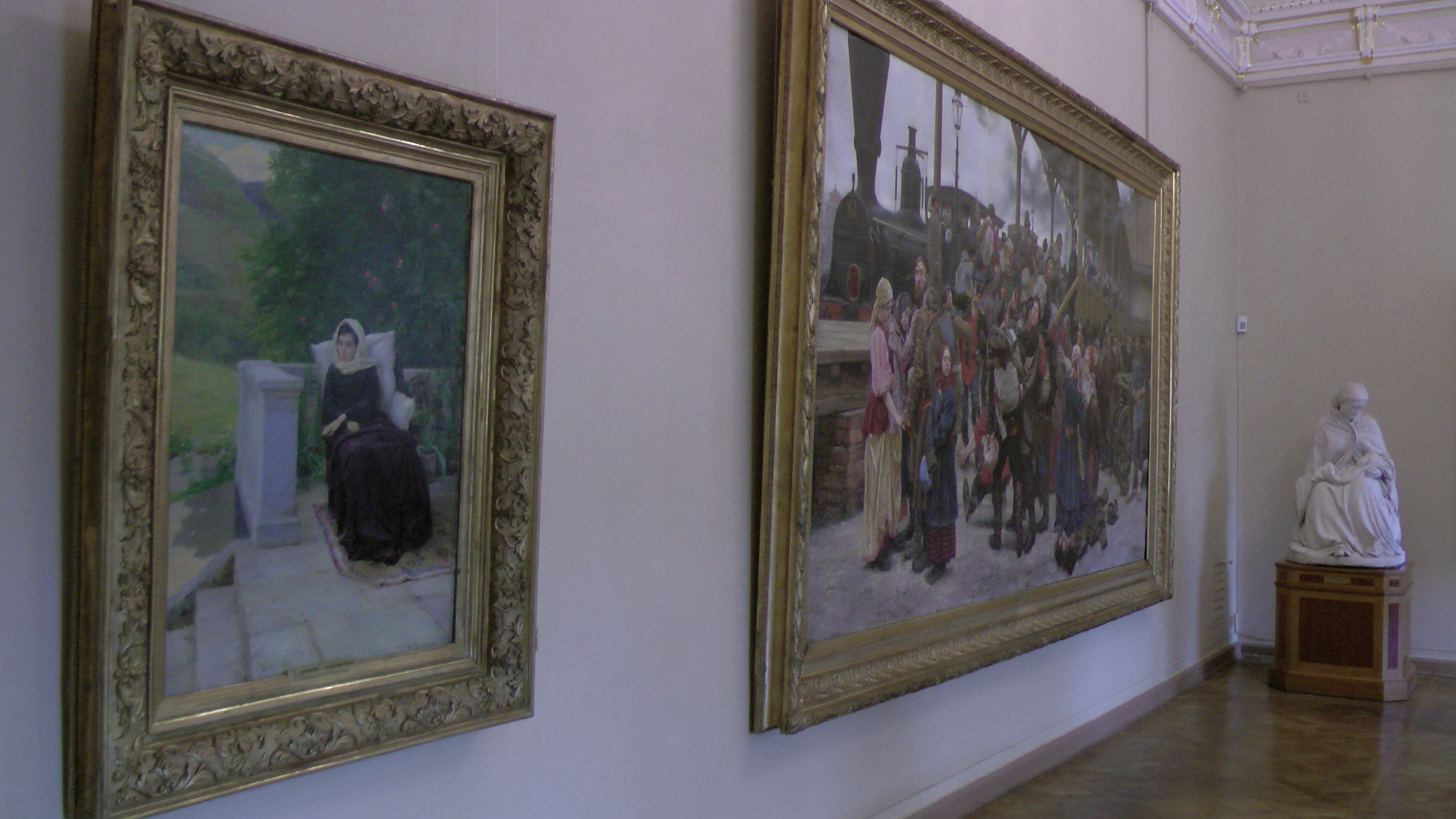
Dans les régions chaudes exposé au Musée russe en 2020 à côté de la toile À la Guerre

En 1898, l'épouse de l'artiste, après la mort de son mari, a donné au Musée russe que l'empereur Alexandre III venait de créer une partie des œuvres de la collection de l'époux décédé. Parmi les œuvres données figurait Dans des régions chaudes classée à l'inventaire du musée sous le n° Ж-2500,. Mais une autre variante se trouve dans les collections du musée des beaux-arts d'Ekaterinbourg, donnée par le dramaturge et collectionneur Valeri Ten, son dernier propriétaire privé. Le tableau Dans des régions chaudes est exposé de façon permanente au Musée russe à Saint-Pétersbourg. Sa technique est celle de la peinture à l'huile, sur toile. Ses dimensions sont 107 × 81 cm,,. Dans le coin inférieur droit du tableau figure la signature et la date : « Н. Ярошенко. 1890 ». À plusieurs occasions, le tableau a été présenté à des expositions. Parmi celles-ci : la 19e exposition des Ambulants en 1891, ensemble avec des tableaux de trois artistes Ivan Endourogov (ru), Ivan Chichkine et Nikolaï Iarochenko. Une autre exposition a présenté le tableau : celle de Moscou en 1899, des œuvres de Iarochenko.
Au Musée national de peinture de Kiev se trouve un album de l'artiste datant des années 1880-début des années 1890 (couverture : 25,5 × 33,7 cm, 27 feuilles dont la taille est de : 24 × 33 cm, dont 22 sont couvertes de dessins au crayon, les autres étant vierges). La 12e feuille est un croquis pour le tableau Dans des régions chaudes. En haut à gauche figure la signature Н. Я. Выроб…. Au verso de cette page se trouve le portrait d'un homme en chapeau. Ce croquis a été exposé en 1948 lors d'une exposition des travaux de N. Iarochenko à Kiev. Un autre croquis se trouve au Musée d'État Léon Tolstoï (ru) (papier, crayon, 33 × 23 cm, à l'inventaire sous référence АИГ-858 / 21) et porte le titre Esquisse du portrait d'Anna Tchertkova avec la mention : « Lors de la pose pour le tableau à laquelle a participé la femme de Vladimir Tchertkov, Anna Tchertkova » (croquis signé par l'artiste). Sa partie centrale représente une femme assise dans un fauteuil sur une véranda, appuyée sur un oreiller. Sur le dos de la feuille, on trouve un portrait de l'artiste lui-même de profil.
Au musée de l'État Léon Tolstoï est encore conservé un dessin au crayon réalisé par Vladimir Tchertkov (1890, papier, crayon, se trouve dans l'album de dessins de Vladimir Tchertkov), sur lequel est représenté Nikolaï Iarochenko occupé à travailler à son tableau Dans des régions chaudes. La candidate en sciences philologiques Nadejda Zaïtseva mentionne que, à cette époque, Tchertkov réalisait lui-même des dessins du tableau en cours de réalisation et de son épouse.

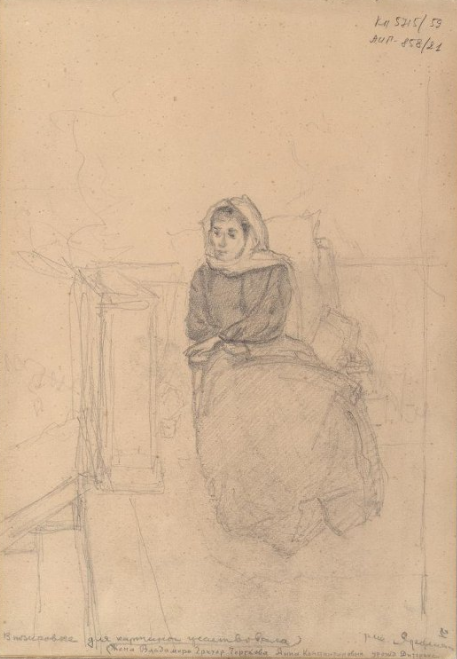
Nikolaï Iarochenko. Croquis pour le portrait d'Anna Tchertkova, années 1890
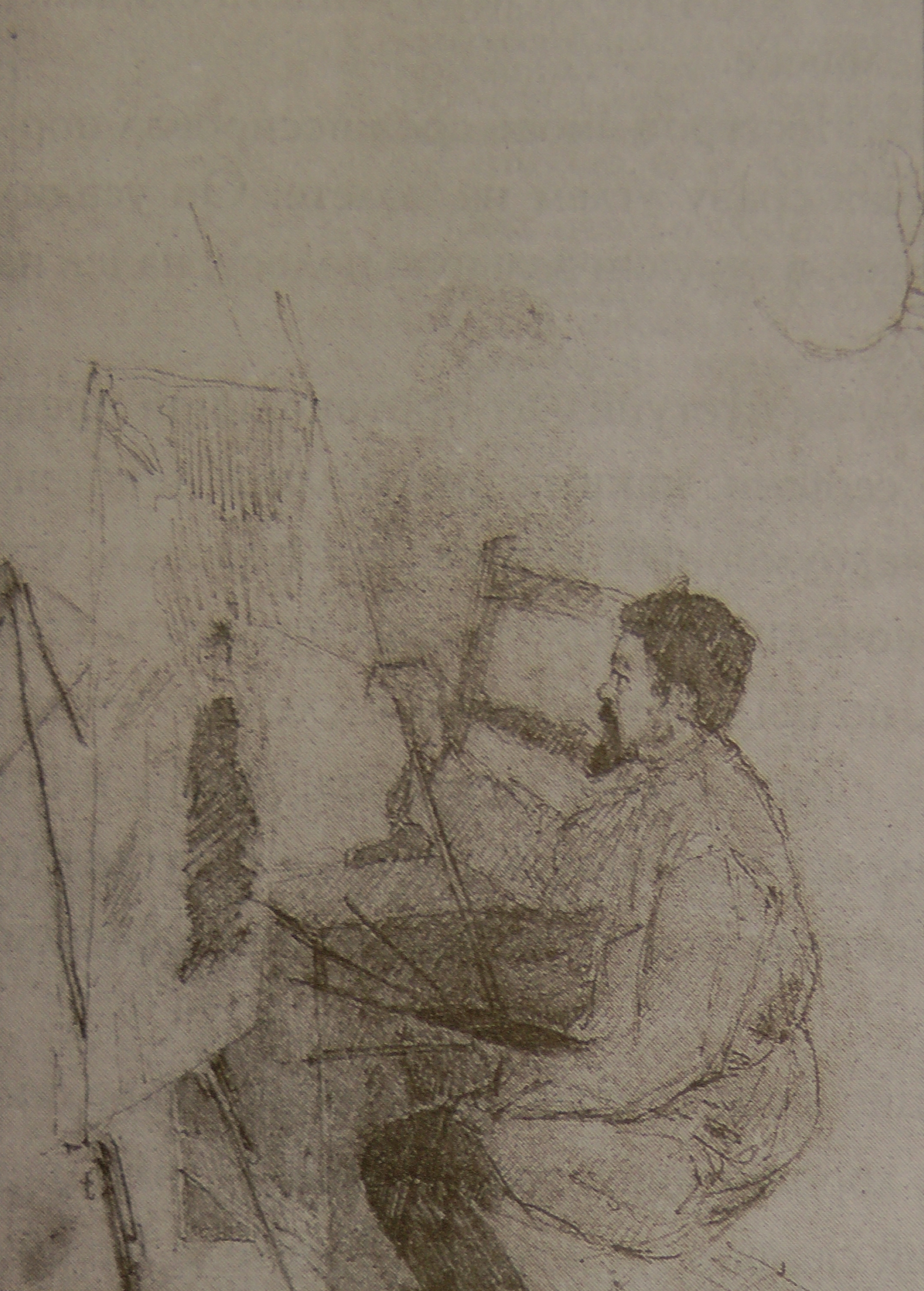
Vladimir Tchertkov. Nikolaï Iarochenko pour le travail sur le tableau Dans des régions chaudes, 1890

## Le tableau dans les études des historiens d'art et culturologues soviétiques et russes

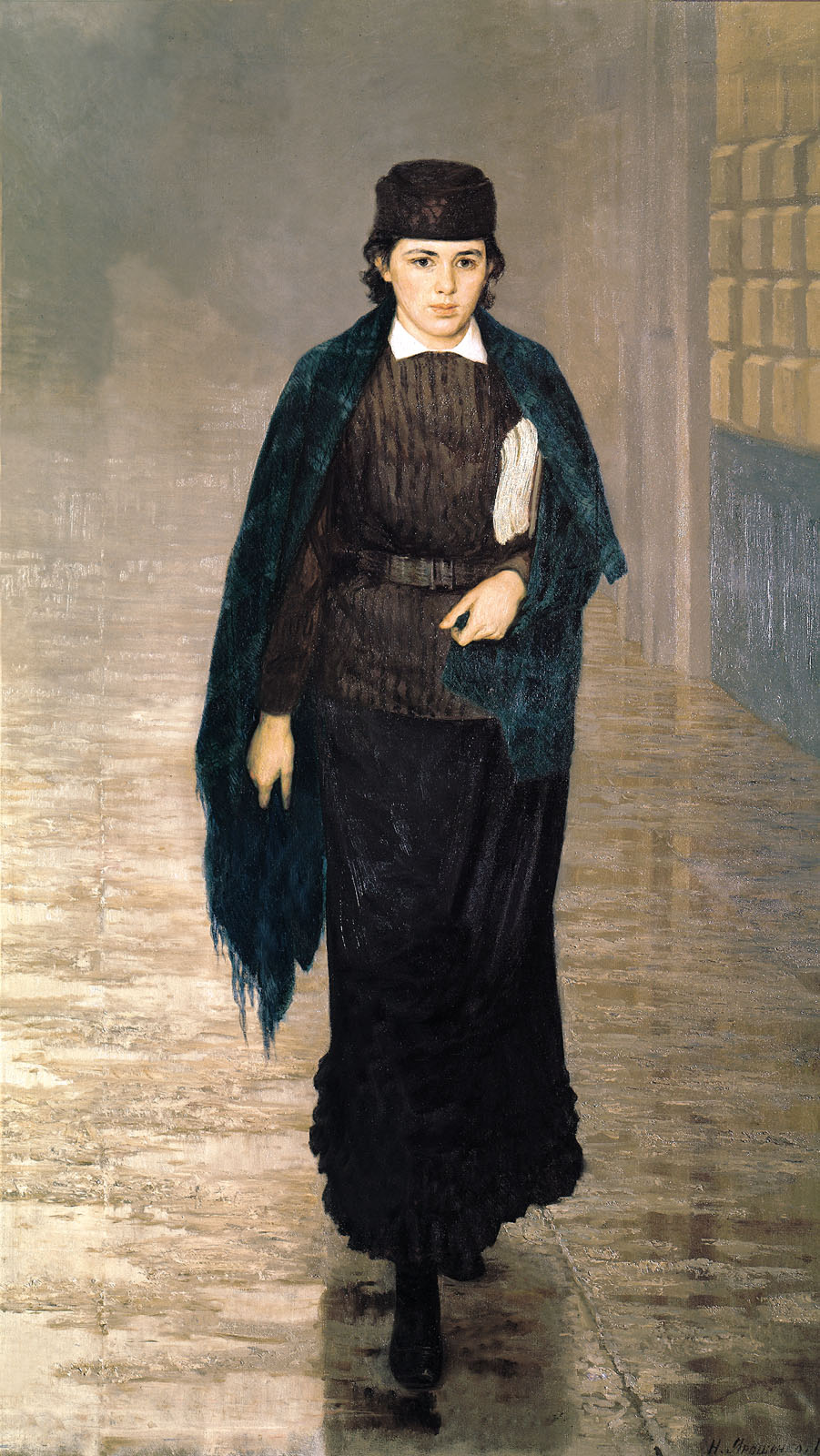
L'Étudiante, 1883, N. Iarochenko, version du musée de Kiev

### Le tableau dans les travaux des historiens soviétiques
Le dernier secrétaire de Léon Tolstoï, Valentin Boulgakov, auteur d'ouvrages de souvenirs sur les membres de l'entourage de l'écrivain et d'artistes soviétiques, a bien connu Anna Tchertkova et Nikolaï Iarochenko et il écrit dans ses mémoires après la Grande guerre patriotique :

« Ici, Anna Tchertkova est représentée à l'âge mûr, après son mariage et après sa maladie grave : ce n'est pas encore une vieille dame qui est emmitouflée sous son plaid et son châle et qui est assise dans son fauteuil, sur une véranda entourée de roses, dans le sud, en Crimée probablement. Sa main sort discrètement de sous le châle et s'étend vers le bras du fauteuil. Anna Konstantinovna peut être reconnue rien qu'à cette main… Mais pour le visage, c'est pareil… La ressemblance du visage a toutefois dû être délibérément diminuée à la demande d'Anna Konstantinovna et de ses proches parce que le tableau devait être exposé à la grande exposition de Saint-Pétersbourg. »

Le tableau est appelé Convalescence par Boulgakov et pas Dans des régions chaudes. Il remarque que Iarochenko, visiblement, était attiré par « un type féminin spiritualisé, fragile, chaste intérieurement et extérieurement, attrayant », duquel se rapprochait, à son avis, Tchertkova.
Le critique d'art Vladimir Prytkov dans une monographie sur le travail de Iarochenko écrit que le peintre a fait preuve d'un professionnalisme extraordinaire. L'écharpe drapée sur la tête de la femme est de couleur correspondant à celle de l'oreiller, « bleuâtre dans la pénombre et jaunâtre à la lumière », « la robe noire est réalisée sur un fond brunâtre avec de légers coups de pinceaux de ton bleu-violet et en parfaite harmonie avec le plaid lilas ». Selon Prytkov, sont parfaitement exprimés « le visage maigre et pâle » et « les mains fines et expressives ». La balustrade en marbre et le premier plan sont représentés avec de riches nuances, renvoyant leurs images dans des conditions de lumière ensoleillées et de transparence de l'air. L'arrière-plan sommaire est réalisé dans des nuances subtiles de couleurs. Derrière la balustrade, le feuillage vert-foncé est éclairé par des taches de roses claires. Elles sont en harmonie avec le tapis au pied de la femme et avec les vêtements qu'elle porte. Dans la figure d'Anna, dans le mouvement de ses mains, dans son visage pâle et ses yeux noirs se ressent un élan vers la vie et en même temps la conscience amère qu'« après sa mort, la nature indifférente brillera pour des siècles ». Vladimir Prytok fait une citation du poème d'Alexandre Pouchkine « Vais-je me promener le long des rues animées ? », écrit en 1829,.
Selon l'opinion de Vladimir Prytkov, le tableau Dans des régions chaudes est à classer comme peinture de genre, non pas du fait de l'action du personnage, mais du fait de l'émotion provoquée et ressentie. Selon le point de vue du critique, c'est généralement la caractéristique des travaux de l'artiste durant les années 1880 et 1890. Le fait de placer un seul personnage au premier plan est également utilisé à plusieurs reprises par l'artiste dans les années 1880 (L'Étudiante, La Terroriste). Prytkov constate toutefois que le contenu est beaucoup plus social dans L'Étudiante réalisé la décennie précédente avec la même modèle, Anna Tchertkova, que dans sa toile Dans des régions chaudes. L'historienne d'art russe et soviétique Tatiana Gorina considère elle aussi que, dans son tableau Dans des régions chaudes, Iarochenko a diminué la portée de la problématique sociale et morale mais aussi l'aspect artistique. À son avis, cette dernière toile est dominée par son contenu général humaniste.

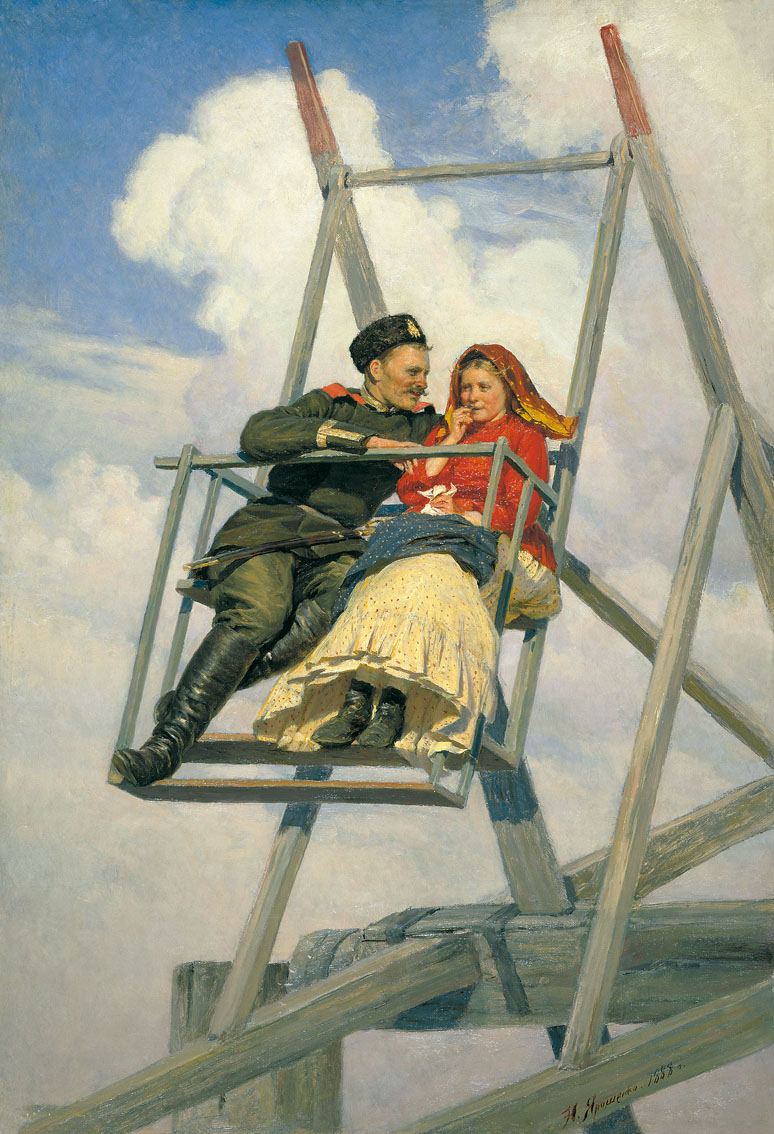
Partie du tableau A balançoire

La critique d'art Sofia Goldstein remarque dans ce tableau l'utilisation de la composition fragmentaire qui est caractéristique de plusieurs tableaux de peinture de genre de Iarochenko dans les années 1880 et au début des années 1890 (Sur la balançoire, 1888, carton, huile, 58,3 × 40,5 cm, Musée russe ; Rêveur, 1892, emplacement inconnu ; Chœur, 1894, au musée mémorial N. Iarochenko, et d'autres encore). Le motif de ces tableaux est séparé, coupé d'une réalité qui l'entoure et que l'artiste ne montre pas dans sa toile.

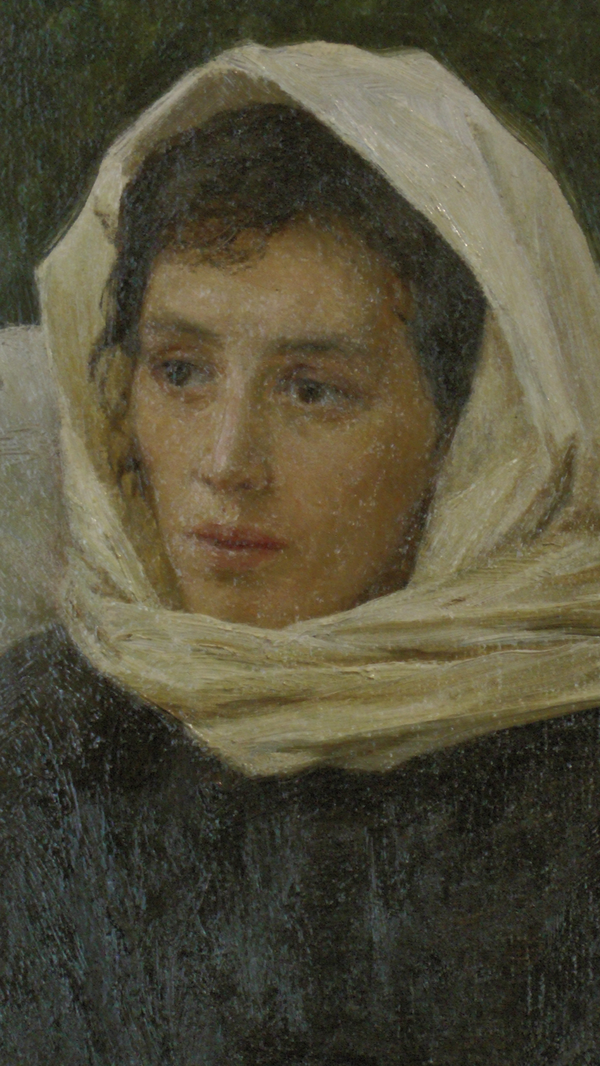
Le visage d'Anna Tchertkova Dans des régions chaudes

Le critique d'art soviétique Vladimir Poroudominski souligne dans le tableau Dans des régions chaudes la tristesse de la femme désespérément malade qui ressent avec une acuité particulière sa place au milieu de la nature. À l'époque, Iarochenko souffrait également lui-même de phtisie. Dans une lettre à Anna Tchertkova du 8 novembre 1894, il écrit : « Pendant un mois et demi, j'ai été presque immobilisé et je ne me sentais vraiment pas bien, ne pouvant que m'étendre ou m'asseoir dans un fauteuil, entre des oreillers… comme vous-même dans le tableau que j'ai peint »,,,. Vladimir Poroudominski écrit que l'héroïne du tableau « s'est avérée être une belle dame aux traits du visage délicats (ce qui n'exprimait pas tant la souffrance que le désir d'émouvoir), aux mains fines et gracieuses, qu'elle tient un peu en avant comme pour les montrer ; le paysage est peint dans des tons pastels, le dessin et les couleurs sont rassurants, apaisants. La vue est masquée par des arbres et des arbustes derrière la balustrade en marbre, le long de laquelle sont installés sur la terrasse des pots et des bacs de belles fleurs pour le plaisir des yeux »,. Léonid Volynski appelait ce tableau une « peinture sur le tristesse de la maladie au milieu d'une nature en plein essor ».

### Opinion des historiens d'art contemporains sur le tableau
Irina Polenova ne voit pas tant le désespoir dans ce tableau, bien que l'artiste y réfléchisse, à son avis, sur la brièveté de la vie. Elle remarque la couleur blanche des oreillers et du foulard de la femme, qui contraste avec la couleur noire de ses vêtements. Cette couleur noire ajoute, selon Polenova, une note de deuil à une scène paisible. Le paysage occupe le rôle émotionnel et sémantique principal. Un soleil doux illumine les pentes verdoyantes des montagnes, une ombre légère entoure les cimes des arbres, un chemin parsemé de sable s'étend au pied de la terrasse. Les peintures douces correspondent à la fraîcheur de l'air. Polenova souligne encore que dans le regard de la femme représentée sur la toile il n'y a « ni désespoir, ni protestation », mais seulement de la rêverie et de la gravité. La femme se perçoit comme un fragment du monde qui l'environne et accepte les lois qui le régissent. La sérénité de la nature, représentée par le peintre, correspond à l'humeur de l'héroïne. Polenova considérait que l'on ne pouvait reprocher à cette toile l'absence de message social parce que telle n'était pas l'intention du peintre. Elle prétend que l'artiste a tenté de transmettre l'idée suivant laquelle la compréhension de la nature est édifiante pour l'homme en donnant un sens à sa vie.
L'historien Gregory Wolf observe dans le tableau une combinaison de tristesse et de beauté, soulignant les traits raffinés du visage et les mains délicates et gracieuses de l'héroïne. Le tableau transmet de son point de vue l'humeur élégiaque d'un homme qui a senti avec une acuité particulière la fragilité de son existence. L'historienne d'art Élena Petinova a qualifié la toile de « petite toile de genre, sur un sujet purement domestique ». Elle y a noté la chaleur et la pénétration qui n'était pas caractéristique du travail de l'artiste jusqu'alors.